# Tagea Brandt Rejselegat
Le Tagea Brandt Rejselegat (Bourse de Voyage) est une récompense danoise aux femmes qui ont apporté une contribution importante dans la science, la littérature ou l'art.  La subvention, qui est donnée sans application, a été créée et dotée par l'industriel danois Vilhelm Brandt (1854 -1921) en 1905 en l'honneur de sa femme, Tagea Brandt. Elle est décernée chaque année le 17 mars, son anniversaire. La charte de 1922 prévoit qu'il doit être accordée aux femmes exceptionnelles en sciences, art, musique, littérature et théâtre (en particulier dans ce cas à des actrices du Théâtre royal danois).
Les premières bourses ont été données en 1924 ; la première fois le montant était de 10 000 DKK, en 1958, il a été porté à 15 000 DKK, en 1967 à 25 000 et plus tard à 50 000. Il s’élève actuellement à 75 000 DKK et est généralement accordé à deux ou trois femmes chaque année.

## Récipiendaires
| Année | Récipiendaires |
| ----- | --- |
| 2018  | Mette Birkedal Bruun, Naja Marie Aidt                                                                                       |
| 2017  | Lykke Friis, Bente Scavenius                                                                                                |
| 2014  | Helle Fagralid |
| 2012  | Annmarie Lassen |
| 2011  | Lene Burkard |
| 2010  | Ulla M. Wewer |
| 2009  | Ida Jessen |
| 2008  | Lone Gram |
| 2007  | Nikoline Werdelin |
| 2005  | Vibeke Hjortdal, Bente Klarlund Pedersen                                                                                    |
| 2004  | Vibeke Mencke Nielsen, Elisabeth Møller Jensen                                                                              |
| 2003  | May Schack, Paprika Steen                                                                                                   |
| 2002  | Bine Bryndorf, Dorte Dahlin                                                                                                 |
| 2001  | Anne Marie Løn, Linda Nielsen                                                                                               |
| 2000  | Kirsten Christensen, Christina Åstrand                                                                                      |
| 1999  | Vibeke Grønfeldt, Kirsten Nielsen                                                                                           |
| 1998  | Maja Lisa Engelhardt, Dorte Juul Jensen, Silja Schandorff                                                                   |
| 1997  | Inger Dam-Jensen, Kirsten Lockenwitz, Marianne Schwartz                                                                     |
| 1996  | Minna Skafte Jensen, Kirsten Thorup                                                                                         |
| 1995  | Kirsten Dehlholm, Elisabeth Meyer-Topsøe                                                                                    |
| 1994  | Gudrun Boysen, Ditte Gråbøl, Kirsten Ortwed                                                                                 |
| 1993  | Vita Andersen, Tina Kiberg, Brigitte Kolerus                                                                                |
| 1992  | Merete Barker, Kirsten Hastrup                                                                                              |
| 1991  | Dyveke Helsted, Ulla Henningsen, Nanna Hertoft, Anita Jørgensen, Bodil Wamberg                                              |
| 1990  | Martha Christensen, Karin Hammer, Heidi Ryom, Margrete Sørensen                                                             |
| 1989  | Lisbeth Balslev, Karen-Lise Mynster, Pia Tafdrup                                                                            |
| 1988  | Inge Bjørn, Inge Bønnerup, Inger Dübeck, Dea Trier Mørch                                                                    |
| 1987  | Kirsten Lehfeldt, Dorte Olesen, Hanne Marie Svendsen                                                                        |
| 1986  | Else Marie Bukdahl, Annemarie Dybdal, Anne Øland                                                                            |
| 1985  | Suzanne Brøgger, Anne E. Jensen, Inger Lous, Kirsten Olesen, Hanne Varming                                                  |
| 1984  | Lily Broberg, Margareta Mikkelsen, Inga Nielsen, Karin Nathorst Westfelt                                                    |
| 1983  | Ellen Andersen, Bodil Gøbel, Ann-Mari Max Hansen, Vera Myhre                                                                |
| 1982  | Marie-Louise Buhl, Linda Hindberg, Lis Jeppesen, Alev Siesbye, Elisabeth Westenholz                                         |
| 1981  | Michala Petri, Elin Reimer, Ulla Ryum, Helle Thorborg, Mette Warburg                                                        |
| 1980  | Agnete Weis Bentzon, Bodil Gümoes, Berit Hjelholt, Dorrit Willumsen                                                         |
| 1979  | Inger Ejskjær, Else Paaske, Eva Sørensen                                                                                    |
| 1978  | Ester Boserup, Inger Christensen, Sorella Englund, Elsa Grave, Ida Ørskov                                                   |
| 1977  | Marie Bjerrum, Edith Guillaume                                                                                              |
| 1976  | Mette Hønningsen, Edith Reske-Nielsen, Lise Warburg                                                                         |
| 1975  | Cecil Bødker, Anna Ladegaard, Anne Riising, Astrid Villaume                                                                 |
| 1974  | Tove Clemmensen, Vivi Flindt, Vibeke Klint, Ghita Nørby                                                                     |
| 1973  | Grethe Heltberg, Bodil Udsen, Lise Østergaard                                                                               |
| 1972  | Grethe Krogh, Birgitte Price, Kirsten Rosendal                                                                              |
| 1971  | Lone Koppel, Grete Olsen, Elsa-Marianne von Rosen                                                                           |
| 1970  | Margrethe Lomholt, Kirsten Simone, Esther Vagning, Lily Weiding                                                             |
| 1969  | Tove Birkelund, Gutte Eriksen, Bonna Søndberg, Susse Wold                                                                   |
| 1968  | Else Margrete Gardelli, Anna Lærkesen, Agnete Munch-Petersen                                                                |
| 1967  | Kirsten Hermansen, Inge Lehmann, Lise Ringheim, Sally Salminen                                                              |
| 1966  | Franciska Clausen, Alette Garde, Elsa Gress, Bodil Jerslev Lund, Dora Sigurdsson, Agnete Zacharias                          |
| 1965  | Greta Hort, Inge Hvid-Møller, Berthe Qvistgaard                                                                             |
| 1964  | Lisbeth Munch-Petersen, Sole Munck, Jane Muus, Liselotte Selbiger                                                           |
| 1963  | Erna Bach, Maria Garland, Anna Klindt Sørensen, Toni Lander                                                                 |
| 1962  | Gudrun Brun, Lisa Engqvist, Tutter Givskov, Margrethe Schanne                                                               |
| 1961  | Else Alfelt, Henny Harald Hansen, Elise Wesenberg Lund                                                                      |
| 1960  | Lise Engbæk, Tove Olafsson, Ragna Rask-Nielsen, Marie Wandel                                                                |
| 1959  | Eli Fischer-Jørgensen, Jolanda Rodio, Lilian Weber Hansen                                                                   |
| 1958  | Helga Ancher, Sigrid Flamand Christensen, Ellen Gilberg, Ruth Guldbæk, Herdis von Magnus                                    |
| 1957  | Else Marie Bruun, Sophie Petersen, Anne Marie Telmányi                                                                      |
| 1956  | Marie Hammer, Elise Heide-Jørgensen, Elsa Sigfuss, Gertrud Vasegaard                                                        |
| 1955  | Marlie Brande, Marie Gudme Leth, Hilde Levi                                                                                 |
| 1954  | Else Jena, Inger Møller, Else Kai Sass                                                                                      |
| 1953  | Tove Ditlevsen |
| 1952  | Ingeborg Brams, Bodil Kjer                                                                                                  |
| 1951  | Ellen Gottschalch, Margrethe Hald                                                                                           |
| 1950  | Augusta Unmack |
| 1949  | Dorothy Larsen, Edith Oldrup Pedersen, Agnete Varming                                                                       |
| 1948  | Lis Ahlmann, Anna Borg, Henny Glarbo, Aase Hansen                                                                           |
| 1947  | Erna Christensen, Elisabeth v.d. Hude, Ellen Birgitte Nielsen, Ebba Wilton                                                  |
| 1946  | Esther Ammundsen, Fanny Halstrøm, Gerda Henning, Júlíana Sveinsdóttir                                                       |
| 1945  | Inger Margrethe Boberg, Else Brems, Hulda Lütken, Else Schøtt, Ellen Thomsen                                                |
| 1944  | Ellinor Bro Larsen, Margot Lander, Mary Schou, Johanne Skovgaard                                                            |
| 1943  | Karen Marie Hansen, Ellen Hartmann, Elisabeth Schmedes, Dagmar Starcke, Marie Weitze                                        |
| 1942  | Thyra Eibe, Margrethe Gøthgen, Else Højgaard, Karin Nellemose, Elisabeth Svensgaard                                         |
| 1941  | Anna E. Munch, Elisabeth Neckelmann, Sigrid Neiiendam, Sofie Rifbjerg, Liva Weel                                            |
| 1940  | Bertha Dorph, Olivia Holm-Møller, Astrid Noack, Else Skouboe                                                                |
| 1939  | Karen Blixen, Elisif Fiedler, Ingeborg Nørregaard Hansn, Ingeborg Steffensen, Hedvig Strömgren, Julie Vinter Hansen         |
| 1938  | Johanne Brun, Inge Lehmann, Gerda Ploug Sarp, Ulla Poulsen Skou, Christine Swane                                            |
| 1937  | Birgit Engell, Astrid Friis, Nathalie Krebs, Clara Pontoppidan, Anna Schytte                                                |
| 1936  | Elna Borch, Valborg Borchsenius, Karen Callisen, Ebba Carstensen, France Ellegaard                                          |
| 1935  | Bodil Ipsen, Thit Jensen, Lilly Lamprecht, Valfrid Palmgren Munch-Petersen, Jonna Neiiendam, Johanne Ostenfeld Christiansen |
| 1934  | Karen Bramson, Marie Henriques, Johanne Krarup-Hansen, Eli Møller, Ida Møller                                               |
| 1933  | Helvig Kinch, Edith Rode, Ingeborg Maria Sick, Birgit Trolle                                                                |
| 1932  | Elna Jørgen-Jensen, Tenna Kraft, Hortense Panum, Emilie Ulrich, Olga Wagner                                                 |
| 1931  | Ada Adler, Gunna Breuning-Storm, Astrid Ehrencron-Kidde                                                                     |
| 1930  | Anna Bloch, Marie Krogh, Ingeborg Plockross-Irminger                                                                        |
| 1929  | Ellen Beck, Betty Nansen, Sofie Rostrup, Johanne Stockmarr                                                                  |
| 1928  | Agnes Adler, Lis Jacobsen, Oda Nielsen, Agnes Slott-Møller                                                                  |
| 1927  | Marie Bregendahl, Anna Hude, Gyrithe Lemche, Karin Michaelis                                                                |
| 1926  | Elisabeth Dons, Anne Marie Carl-Nielsen                                                                                     |
| 1925  | Betty Hennings, Kirstine Meyer                                                                                              |
| 1924  | Anna Ancher, Ellen Jørgensen                                                                                                |